# La reconnaissance de l'Arabe
La reconnaissance de l'Arabe è un cortometraggio muto del 1910 diretto da Georges Hatot e Victorin-Hippolyte Jasset.